# Daniel B. Wesson
Daniel Baird Wesson (18 de mayo de 1825 - 4 de agosto de 1906) fue un inventor estadounidense y diseñador de armas de fuego. Ayudó a desarrollar varios diseños de armas famosos; y junto a Horace Smith fue cofundador de Smith & Wesson.

## Biografía
Daniel Baird Wesson fue el hijo de Rufus y Betsey (Baird) Wesson. Su padre era un granjero y fabricante de arados de madera, Daniel trabajó en la granja de su padre y asistió a la escuela pública hasta los dieciocho años, se hizo aprendiz de su  hermano Edwin Wesson (un prominente fabricante de rifles de objetivo y pistolas en la década de 1840) en Northborough, Massachusetts.
Estuvo casado con Cynthia Maria Hawes, 26 de mayo de 1847, en Thompson, Connecticut. Su suegro se opuso al compromiso de la pareja porque temía que Wesson fuera un "mero armero" sin futuro, forzando a la pareja a escaparse juntos. El salario de Wesson en Smith & Wesson era de $160,000 al año en 1865.
La pareja tuvo una hija y tres hijos: Sarah Jeannette Wesson (1848–1927); Walter Herbert Wesson (1850–1921); Frank Luther Wesson (1853–1887); y Joseph Hawes Wesson (1859–1920). Frank murió en un accidente de tren en el Ferrocarril de Vermont Central. Walter y Joseph llegaron a ser ejecutivos en Smith & Wesson.

## Smith & Wesson

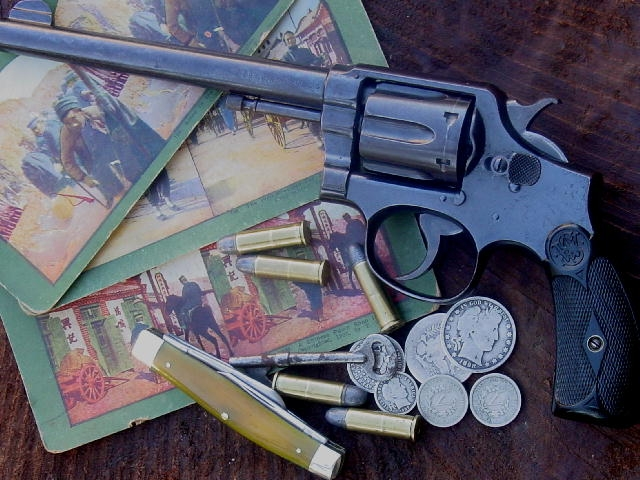
.38 Militar y Policía, 1899

En 1854, se asocio con Horace Smith y Courtlandt Palmer para desarrollar una palanca-acción pistol y el primer rifle de repetición—el Volcánico. La producción era realizada en la tienda de Horace Smith en Norwich, Connecticut. Originalmente utilizando el nombre de "Smith & Wesson Company", el nombre fue cambiado a "Volcanic Repeating Arms Company" en 1855, con la adición de inversores nuevos, uno de ellos era Oliver Winchester. La Volcanic Repeating Arms Company obtuvo todos los  derechos para los diseños Volcánicos (ambos rifle y pistola, las versiones ya estaban en producción por ese tiempo) así como la munición de la Smith & Wesson Company. Wesson quedó como director de planta por ocho meses antes de  juntarse de nuevo con Smith para fundar la "Smith & Wesson Revolver Company" y obtener la patente del Rollin White "Rear Loading Cilinder".
En 1856, Smith & Wesson empezó a producir un revólver pequeño diseñado para disparar el cartucho de fuego anular  que habían patentado en agosto de 1854. Este revólver fue el primero en usar el cartucho independiente exitosamente disponible en el mundo. Smith & Wesson aseguró las patentes del revólver para impedir que  otros fabricantes produjeran un revólver de cartucho – dando a la joven compañía un muy lucrativo negocio.
A la edad de 65 años, Smith se retiró de la compañía y vendió su parte de la compañía a Wesson, haciéndolo el único dueño de la empresa. A finales de 1800 la compañía introdujo su línea de revólveres sin martillo, un estilo que todavía se produce.
En 1899, Smith & Wesson introdujo el que posiblemente es el revólver más famoso en el mundo, el .38 Military & Police (renombrado Modelo 10 en 1957). Este revólver ha estado en producción continua desde aquel año y ha sido utilizado prácticamente por cada agencia policial y fuerza militar alrededor del mundo.

## Muerte
Wesson permaneció activo en la empresa hasta su muerte. Murió en su casa en Springfield, Massachusetts, el 4 de agosto de 1906—seguido de una enfermedad de cuatro años, sucumbió a un "...Fallo cardíaco, inducido por neuritis." Su mujer había muerto el mes anterior. Está enterrado en el Cementerio Roble Grove en Springfield.